# Panurginus brullei
Panurginus brullei är en biart som först beskrevs av Amédée Louis Michel Lepeletier 1841.  Panurginus brullei ingår i släktet bergsbin, och familjen grävbin. Inga underarter finns listade i Catalogue of Life.